# Torneo di Wimbledon 1887
Il Torneo di Wimbledon 1887 è stata l'11ª edizione del Torneo di Wimbledon e prima prova stagionale dello Slam per il 1887.
Si è giocato sui campi in erba dell'All England Lawn Tennis and Croquet Club di Wimbledon a Londra in Gran Bretagna. 
Il torneo ha visto vincitore nel singolare maschile il britannico Herbert Lawford
che ha sconfitto in finale in 5 set il connazionale Ernest Renshaw con il punteggio di 1–6 6–3 3–6 6–4 6–4.
Nel singolare femminile si è imposta la britannica Lottie Dod
che ha battuto in finale in 2 set la connazionale Blanche Bingley.
Nel doppio maschile hanno trionfato Herbert Wilberforce e Patrick Bowes-Lyon.

## Risultati

### Singolare maschile
Herbert Lawford ha battuto in finale  Ernest Renshaw con il punteggio di 1–6 6–3 3–6 6–4 6–4

### Singolare femminile
Lottie Dod ha battuto in finale  Blanche Bingley con il punteggio di 6–2, 6–0

### Doppio maschile
Herbert Wilberforce /  Patrick Bowes-Lyon hanno battuto in finale  James Herbert Crispe /  E. Barratt-Smith 7–5, 6–3, 6–1